# Nazirli (ort i Azerbajdzjan, lat 40,42, long 47,05)
Nazirli (azerbajdzjanska: Nəzirli) är en ort i Azerbajdzjan.   Den ligger i distriktet Bərdə Rayonu, i den centrala delen av landet, 240 km väster om huvudstaden Baku. Nazirli ligger 114 meter över havet och antalet invånare är 710.
Terrängen runt Nazirli är platt. Närmaste större samhälle är Barda, 8,4 km sydost om Nazirli.
Trakten runt Nazirli består till största delen av jordbruksmark. Runt Nazirli är det ganska tätbefolkat, med 134 invånare per kvadratkilometer.